# Kostandin Kristoforidhi
Kostandin Kristoforidhi (1826, Elbasan, Osmanská říše – 1895, tamtéž) byl albánský překladatel, polyglot a učenec. Proslavil se především díky tomu, že přeložil Nový zákon do albánštiny. Překlad uskutečnil do dvou hlavních nářečí jazyka gegštiny a toskičtiny. Jeho pravé jméno bylo Nelko Kristoforidhi, změnit si jej nechal později.
Kristoforidhi se narodil v Elbasanu v rodině řemeslníků. Až do roku 1847 studoval na řecké škole Zosimea v Ioannině. Učil se od něho albánsky Johann Georg von Hahn, který sepisoval německo-albánský slovník, a který se zabýval albánskou kulturou.
V roce 1857 odcestoval Kristoforidhi do Istanbulu, kde sepsal memorandum albánského jazyka. Poté při návštěvě Izmiru vstoupil do kontaktu s britskou biblickou společností, která poptávala překladatele pro biblické texty do albánštiny. Poté nějakou dobu pobýval na Maltě v protestantském semináři (ještě při svých studiích v Řecku konvertoval k protestantství). Na Maltě dokončil překlad Nového zákona do obou albánských dialektů. Vypracovat překlad do obou verzí mu nečinilo větší problém, neboť sám Kristoforidhi byl původem z Elbasanu, kde se nacházelo rozhraní mezi oběma nářečí a obě dvě velmi dobře ovládal. Kristoforidhi v téže době také podporoval přijetí latinky jako vhodného písma pro albánský jazyk[zdroj?] (v závěru 19. století albánští učenci navrhovali několik písem pro zápis svého jazyka)
Až do roku 1865 pracoval Kristoforidhi jako učitel v Tunisu. V překladech biblických textů do albánského jazyka pokračoval i později. Přeložil několik starozákonních knih. V roce 1904 vyšel jeho Slovník albánského jazyka (řecky Λεξικόν της Αλβανικής Γλώσσης, albánsky Fjalori i Gjuhës Shqipe). V roce 1882 také vydal gramatiku toskského nářečí albánštiny.